# Tipula (Acutipula) cretensis
Tipula (Acutipula) cretensis is een tweevleugelige uit de familie langpootmuggen (Tipulidae). De soort komt voor in het Palearctisch gebied.